# ハル (DD-945)
| The USS Hull underway off the coast of Southern California, 21 October 1971. | |
| 艦歴                                                                         | |
| 起工                                                                         | 1956年9月12日 |
| 進水                                                                         | 1957年8月10日 |
| 就役                                                                         | 1958年6月3日 |
| 退役                                                                         | 1983年7月11日 |
| 除籍                                                                         | 1983年11月15日 |
| その後                                                                       | 1998年4月7日 標的艦として沈没 |
| 性能諸元                                                                     | |
| 排水量                                                                       | 軽荷：2,800トン 満載：4,050トン |
| 全長                                                                         | 418 ft (127.4 m) |
| 全幅                                                                         | 45 ft (13.7 m) |
| 吃水                                                                         | 建造時：20 ft (6.1 m) 改装後：22 ft (6.7 m) |
| 機関                                                                         | 蒸気タービン 70,000hp 2軸推進 |
| 最大速                                                                       | 32.5ノット |
| 航続距離                                                                     | 4,500海里（20ノット時） |
| 乗員                                                                         | 士官、兵員324名 |
| 兵装                                                                         | 3 ×Mk.42 5インチ (127mm) 54口径両用砲（前部1、後方2） 2 ×12.34インチ (324mm) 3連装魚雷発射管（Mk.32）                                                                                             |
| センサー                                                                     | 1 × AN/SPS-10 水上捜索レーダー 1 × AN/SPS-40 二次元対空捜索レーダー 1 × AN/SPG-53A 射撃指揮レーダー 1 × AN/SQS-23 低周波ソナー 1 × AN/SQS-35 可変深度ソナー (VDS) 1 × AN/WLR-1 電波逆探装置 (ESM) |

USS ハル (USS Hull/DD-945)は、フォレスト・シャーマン級駆逐艦の12番艦。艦名はアイザック・ハル海軍代将にちなむ（同名の艦として4代目）。
1970年代中期に試作8インチ (203mm)砲を搭載していた。

## 艦歴
「ハル」はメイン州バスのバス鉄工所建造で、1956年9月12日起工、アルバート・G・ママ夫人の手により1957年8月10日進水。1958年6月3日に就役し、数か月の間パナマ運河区域に配置されたのち、太平洋艦隊に配属される。
1959年4月から8月にかけ、「ハル」は第7艦隊所属艦として西太平洋に配置、のちに1960年、1961-62年、1963-64年にも同区域に配置される（最終的に計15回配置）。
1962年10-11月にキューバミサイル危機が発生した際には、海軍の対応として太平洋側に配置の水陸両用部隊をパナマ運河まで護衛する任を負う。
1965年の第7艦隊配置を皮切りに、「ハル」は1973年まで計6回ベトナムでの作戦に加わり、沿岸部隊に対する砲撃支援として延べ1万発の5インチ砲弾を発射し、墜落した米軍機パイロットの捜索救難任務、トンキン湾ヤンキー・ステーションにおける空母の護衛、シードラゴン作戦（北ベトナム軍によるベトコンへの補給阻止任務）などにあたった。

試作8インチ砲を搭載した「ハル」
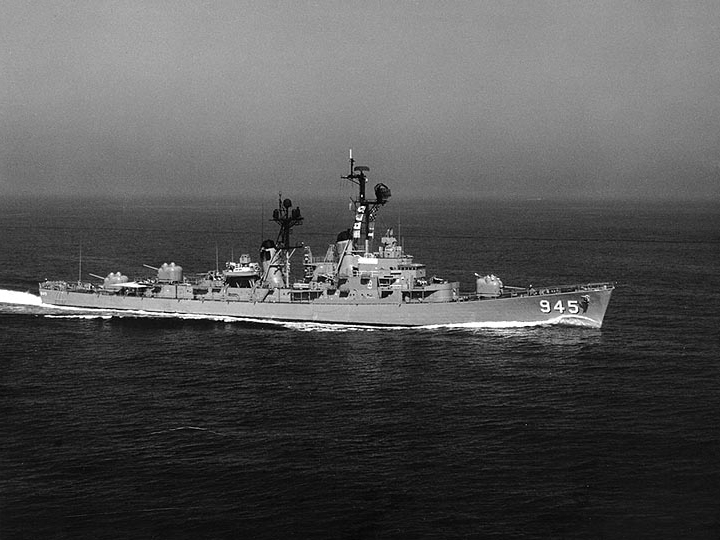
前部主砲換装前 1971年撮影
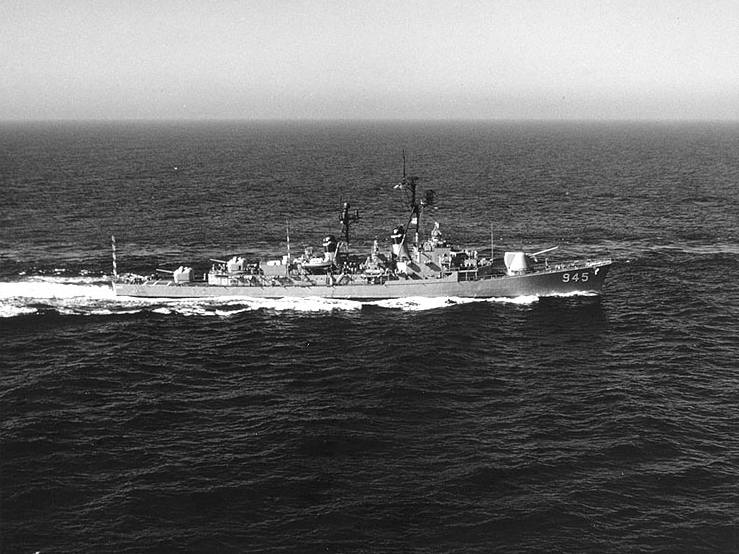
前部主砲換装後 1975年撮影
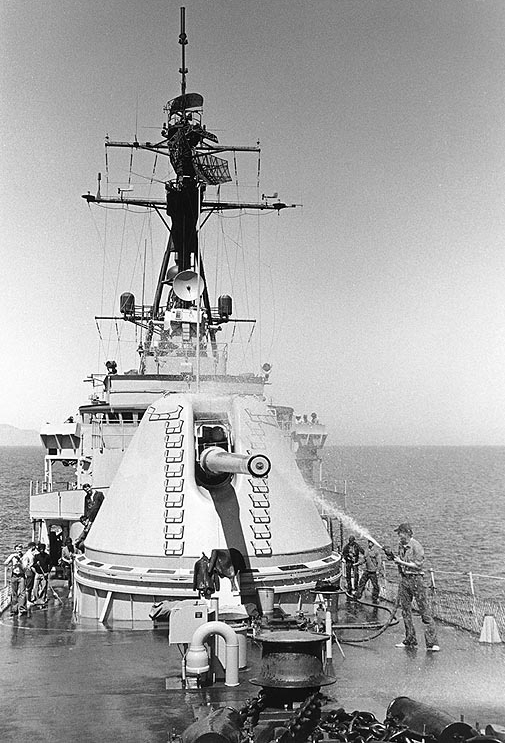
Mk.71 8インチ砲
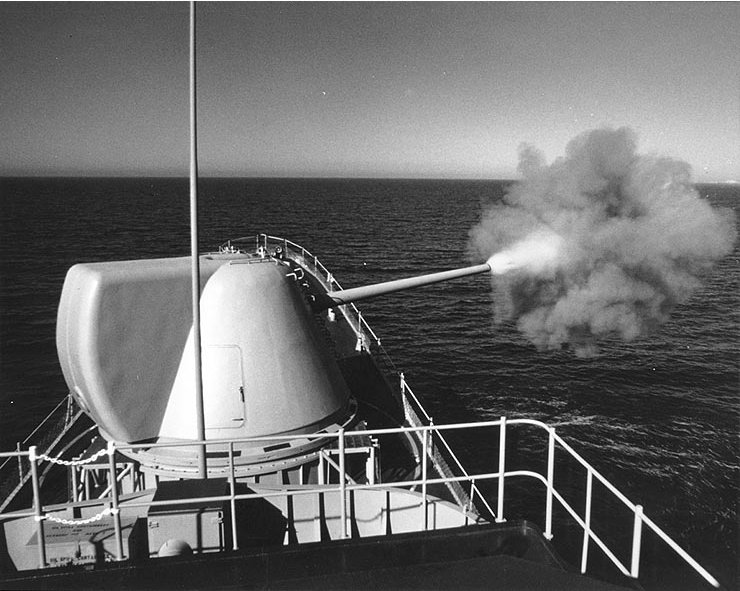
8インチ砲の発射

1974-75年の主要オーバーホール中に、「ハル」は前部Mk.42 5インチ (127mm)砲をMk.71 8インチ (203mm)大口径軽量艦載砲 (Major Caliber Lightweight Gun, MCLWG)へと換装する。この艦砲は
現存する重巡洋艦が退役したとき、上陸作戦時の大口径砲による艦砲射撃ができなくなることを危惧して1960年から開発された、駆逐艦サイズの艦艇に搭載を狙った大口径砲であった。試作型の砲塔が1970年代初期に完成し陸上試験を行っていたが、当時新型のスプルーアンス級への搭載を見越して「ハル」での洋上試験を行おうとしたのが狙いである。
「ハル」は1975年8月から翌年にかけ8インチ砲の射撃テストを開始し、概ね成功したとされる。1976-77、1978年には8インチ砲搭載のまま西太平洋に配置され、並行してさらなる射撃テストを行った。しかし、大口径軽量艦載砲の開発計画は1978年に中止となってしまい、「ハル」の試作砲も1979-80年のオーバーホールでもとの5インチ砲に戻された。
1981年2-9月、「ハル」はアジア海域に配置、1982年9月には艦歴最後を飾るの配置が行われ、アラスカ経由で西太平洋へと航行、海上で途中5名のベトナム人難民を救助した後さらに西進してインド洋・アラビア海で「エンタープライズ」空母戦闘群の護衛にあたった。

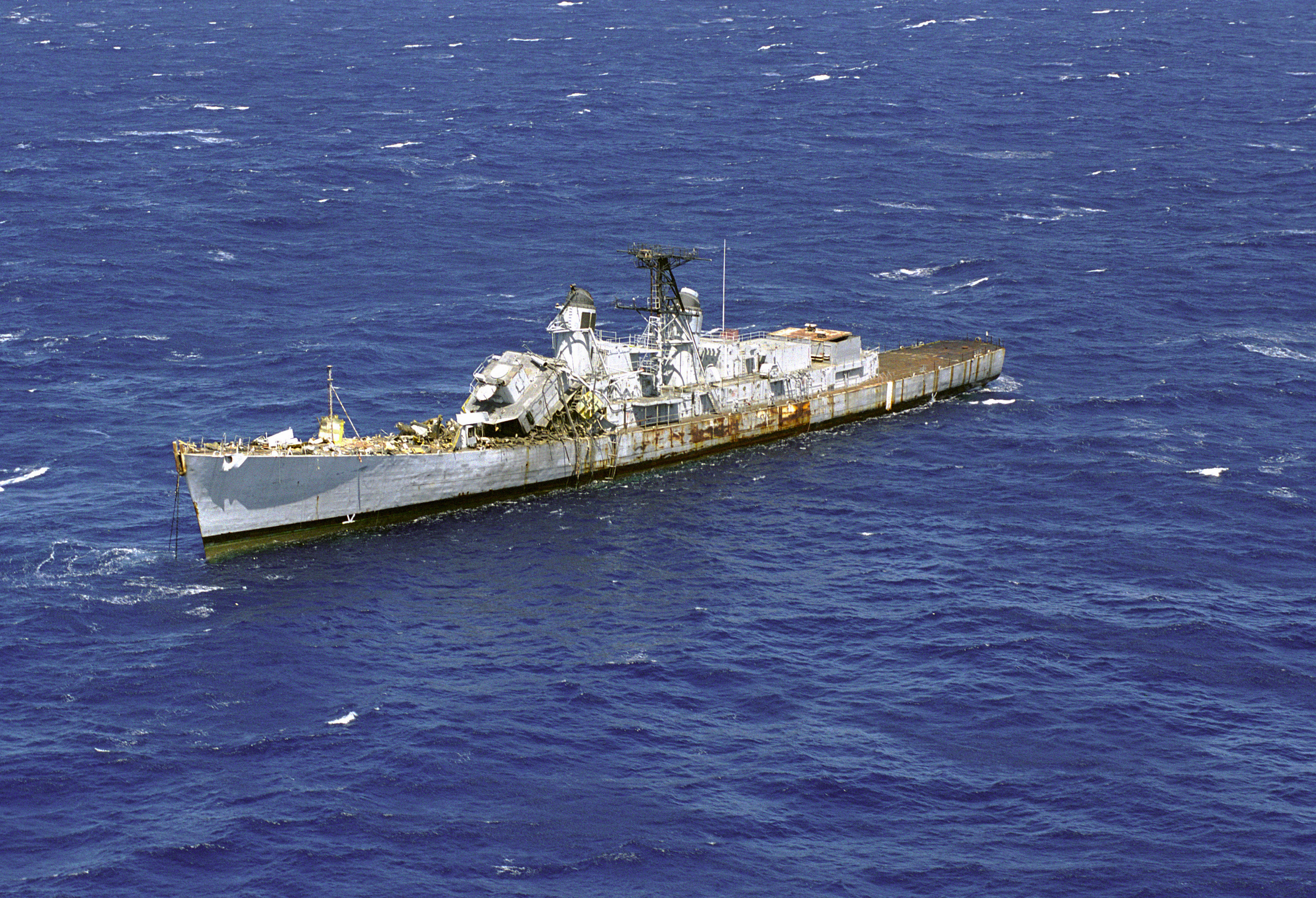
標的艦として沈められる「ハル」

1983年4月に米西岸へと戻った後、「ハル」は直ちに退役準備に入り、1983年7月11日退役、同年10月15日除籍。1998年4月7日、S-3Bヴァイキングからのハープーン対艦ミサイル等の射撃演習標的として沈没。沈没位置は北緯32度35分00.9秒 西経120度32分00.3秒 / 北緯32.583583度 西経120.533417度、水深は2,096尋（ファゾム：12,576ft/3,833m）である。